# Jamalskonenečki autonomni okrug
Jamalskonenečki autonomni okrug ili Jamalo‑Nenecki autonomni okrug je samostalni okrug u Tjumenjskoj oblasti Rusije; površine oko 750 300 km2 i s 522 798 stanovnika (2010.). Obuhvaća sjeverni dio Zapadnosibirske nizine: donji tok rijeke Ob, istočni ogranke Polarnog Urala i poluotoke Jamal, Tazov i Gydan. Stanovnici su Rusi (61,7 %, 2010.), Ukrajinci (9,7 %), Neneci (5,9 %), Tatari (5,6 %) i drugi. Osnovan je 1930. Glavni grad je Salehard. Pretežito pod tundrom i tajgom. Mnogobrojna su jezera. Ribarstvo (jesetra, sibirski losos; konzerviranje riba), lov i uzgoj krznaša su razvijeni. Iskorištavaju se bogata ležišta prirodnoga plina (Urengoj, Medvež’e, Jamburgsk, Južno-Tambejskog nalazište; oko 80% ruske proizvodnje plina) i nafte. Preradba nafte, drva, proizvodnja građevnih materijala.

## Vanjske poveznice
- ЯМАЛО-НЕНЕЦКИЙ АВТОНОМНЫЙ ОКРУГ.Справочник административно-территориального деления на 1.01.2005 г. — каталог  Arhivirana inačica izvorne stranice od 11. ožujka 2007. (Wayback Machine) Vodič
- Upravni organi